# Ai Cập tại Thế vận hội
Ai Cập lần đầu tiên tham gia Thế vận hội năm 1912, và đã gửi vận động viên (VĐV) để tham gia vào hầu hết các kỳ thi đấu của Thế vận hội mùa hè kể từ đó. Cùng với Iraq và Lebanon, Ai Cập đã tẩy chay các Thế vận hội 1956 để phản đối cuộc xâm lăng ba bên của Israel, Anh và Pháp của Ai Cập trong Chiến tranh Suez. Tuy nhiên, các sự kiện đua ngựa cho Thế vận hội 1956 đã được tổ chức ở Stockholm, Thụy Điển năm tháng trước đó (vì các quy định về kiểm dịch của Úc), và ba người Ai Cập đua xe ở đó. Ai Cập rút khỏi Thế vận hội mùa hè 1976 sau 3 ngày tranh đấu để gia nhập cuộc tẩy chay của người dân châu Phi để đáp trả sự tham gia của New Zealand, người vẫn liên kết thể thao với Nam Phi phân biệt chủng tộc. Ai Cập cũng tham gia cuộc tẩy chay của Mỹ do Thế vận hội mùa hè 1980. Sự tham gia duy nhất của Ai Cập tại Thế vận hội mùa đông là một vận động viên trượt tuyết núi đơn vào năm 1984.
Các vận động viên Ai Cập đã giành được tổng cộng 32 huy chương, với cử tạ như là môn thể thao hàng đầu sản xuất huy chương.
Ủy ban Olympic Ai Cập được thành lập vào năm 1910.

## Bảng huy chương

### Huy chương tại các kỳ Thế vận hội Mùa hè
| Thế vận hội           | Số VĐV        | Vàng          | Bạc           | Đồng          | Tổng số       | Xếp thứ       |
| 1896–1908             | không tham dự | không tham dự | không tham dự | không tham dự | không tham dự | không tham dự |
| Stockholm 1912        | 1             | 0             | 0             | 0             | 0             | –             |
| Antwerpen 1920        | 22            | 0             | 0             | 0             | 0             | –             |
| Paris 1924            | 33            | 0             | 0             | 0             | 0             | –             |
| Amsterdam 1928        | 32            | 2             | 1             | 1             | 4             | 17            |
| Los Angeles 1932      | không tham dự | không tham dự | không tham dự | không tham dự | không tham dự | không tham dự |
| Berlin 1936           | 54            | 2             | 1             | 2             | 5             | 15            |
| Luân Đôn 1948         | 85            | 2             | 2             | 1             | 5             | 16            |
| Helsinki 1952         | 106           | 0             | 0             | 1             | 1             | 40            |
| Melbourne 1956        | 3             | 0             | 0             | 0             | 0             | –             |
| Roma 1960             | 74            | 0             | 1             | 1             | 2             | 30            |
| Tokyo 1964            | 73            | 0             | 0             | 0             | 0             | –             |
| Thành phố México 1968 | 30            | 0             | 0             | 0             | 0             | –             |
| München 1972          | 23            | 0             | 0             | 0             | 0             | –             |
| Montréal 1976         | 29            | 0             | 0             | 0             | 0             | –             |
| Moskva 1980           | không tham dự | không tham dự | không tham dự | không tham dự | không tham dự | không tham dự |
| Los Angeles 1984      | 114           | 0             | 1             | 0             | 1             | 33            |
| Seoul 1988            | 49            | 0             | 0             | 0             | 0             | –             |
| Barcelona 1992        | 75            | 0             | 0             | 0             | 0             | –             |
| Atlanta 1996          | 29            | 0             | 0             | 0             | 0             | –             |
| Sydney 2000           | 89            | 0             | 0             | 0             | 0             | –             |
| Athens 2004           | 97            | 1             | 1             | 3             | 5             | 46            |
| Bắc Kinh 2008         | 103           | 0             | 0             | 1             | 1             | 80            |
| Luân Đôn 2012         | 113           | 0             | 2             | 0             | 2             | 59            |
| Rio de Janeiro 2016   | 119           | 0             | 0             | 3             | 3             | 75            |
| Tokyo 2020            | chưa diễn ra  |               |               |               |               |               |
| Tokyo 2020            | 132           | 1             | 1             | 4             | 6             | 54            |
| Paris 2024            | 164           | 1             | 1             | 1             | 3             | 52            |
| Los Angeles 2028      | future event  | future event  | future event  | future event  | future event  | future event  |
|                       | future event  | future event  | future event  | future event  | future event  | future event  |
| Tổng số               | Tổng số       | 9             | 12            | 20            | 41            | 53            |

### Huy chương tại các kỳ Thế vận hội Mùa đông
| Thế vận hội   | Số VĐV        | Vàng          | Bạc           | Đồng          | Tổng số       | Xếp thứ       |
| 1924–1980     | không tham dự | không tham dự | không tham dự | không tham dự | không tham dự | không tham dự |
| Sarajevo 1984 | 1             | 0             | 0             | 0             | 0             | –             |
| 1988–2022     | không tham dự | không tham dự | không tham dự | không tham dự | không tham dự | không tham dự |
| Tổng số       | Tổng số       | 0             | 0             | 0             | 0             | –             |

### Huy chương theo môn
| Môn thi đấu        | Vàng | Bạc | Đồng | Tổng số |
| ------------------ | ---- | --- | ---- | ------- |
| Cử tạ              | 5    | 3   | 6    | 14      |
| Đấu vật            | 2    | 3   | 2    | 7       |
| Quyền Anh          | 0    | 1   | 3    | 4       |
| Judo               | 0    | 1   | 1    | 2       |
| Nhảy cầu           | 0    | 1   | 1    | 2       |
| Đấu kiếm           | 0    | 1   | 0    | 1       |
| Taekwondo          | 0    | 0   | 2    | 2       |
| Tổng số (7 đơn vị) | 7    | 10  | 15   | 32      |

## Các VĐV giành huy chương
| Huy chương | Tên VĐV                  | Thế vận hội         | Môn thi đấu       | Nội dung                             |
| ---------- | ------------------------ | ------------------- | ----------------- | ------------------------------------ |
| Vàng       | El Sayed Nosseir         | Amsterdam 1928      | Cử tạ             | Hạng dưới nặng (nam)                 |
| Vàng       | Ibrahim Moustafa         | Amsterdam 1928      | Đấu vật           | Vật Greco-Roman hạng dưới nặng (nam) |
| Bạc        | Farid Simaika            | Amsterdam 1928      | Nhảy cầu          | Nhảy cầu cứng 10m (nam)              |
| Đồng       | Farid Simaika            | Amsterdam 1928      | Nhảy cầu          | Nhảy cầu mềm 3m (nam)                |
| Vàng       | Anwar Mesbah             | Berlin 1936         | Cử tạ             | Hạng nhẹ (nam)                       |
| Vàng       | Khadr El Touni           | Berlin 1936         | Cử tạ             | Hạng trung (nam)                     |
| Bạc        | Saleh Soliman            | Berlin 1936         | Cử tạ             | Hạng lông (nam)                      |
| Đồng       | Ibrahim Shams            | Berlin 1936         | Cử tạ             | Hạng lông (nam)                      |
| Đồng       | Ibrahim Wasif            | Berlin 1936         | Cử tạ             | Hạng dưới nặng (nam)                 |
| Vàng       | Mahmoud Fayad            | Luân Đôn 1948       | Cử tạ             | Hạng lông (nam)                      |
| Vàng       | Ibrahim Shams            | Luân Đôn 1948       | Cử tạ             | Hạng nhẹ (nam)                       |
| Bạc        | Attia Hamouda            | Luân Đôn 1948       | Cử tạ             | Hạng nhẹ (nam)                       |
| Bạc        | Mahmoud Hassan           | Luân Đôn 1948       | Đấu vật           | Vật Greco-Roman hạng gà (nam)        |
| Đồng       | Ibrahim Orabi            | Luân Đôn 1948       | Đấu vật           | Vật Greco-Roman hạng dưới nặng (nam) |
| Đồng       | Abdelaal Rashed          | Helsinki 1952       | Đấu vật           | Vật Greco-Roman hạng lông (nam)      |
| Bạc        | Osman Sayed              | Roma 1960           | Đấu vật           | Vật Greco-Roman hạng ruồi (nam)      |
| Đồng       | Abdel Moneim El-Guindi   | Roma 1960           | Quyền Anh         | Hạng ruồi (nam)                      |
| Bạc        | Mohamed Ali Rashwan      | Los Angeles 1984    | Judo              | Open (nam)                           |
| Vàng       | Karam Gaber              | Athens 2004         | Đấu vật           | Vật Greco-Roman hạng cân 96 kg (nam) |
| Bạc        | Mohamed Aly              | Athens 2004         | Quyền Anh         | Hạng siêu nặng (nam)                 |
| Đồng       | Ahmed Ismail             | Athens 2004         | Quyền Anh         | Hạng dưới nặng (nam)                 |
| Đồng       | Mohamed Elsayed          | Athens 2004         | Quyền Anh         | Hạng nặng (nam)                      |
| Đồng       | Tamer Bayoumi            | Athens 2004         | Taekwondo         | Hạng cân 58 kg (nam)                 |
| Đồng       | Hesham Mesbah            | Bắc Kinh 2008       | Judo              | Hạng cân 90 kg (nam)                 |
| Bạc        | Alaaeldin Abouelkassem   | Luân Đôn 2012       | Đấu kiếm          | Kiếm liễu (nam)                      |
| Bạc        | Karam Gaber              | Luân Đôn 2012       | Đấu vật           | Vật Greco-Roman hạng cân 84 kg (nam) |
| Đồng       | Sara Ahmed               | Rio de Janeiro 2016 | Cử tạ             | Hạng cân 69 kg (nữ)                  |
| Đồng       | Mohamed Ihab             | Rio de Janeiro 2016 | Cử tạ             | Hạng cân 77 kg (nam)                 |
| Đồng       | Hedaya Malak             | Rio de Janeiro 2016 | Taekwondo         | Hạng cân 57 kg (nữ)                  |
| Vàng       | Feryal Abdelaziz         | Tokyo 2020          | Karate            | Hạng cân 61 kg (nữ)                  |
| Bạc        | Ahmed El-Gendy           | Tokyo 2020          | Modern pentathlon | Nam                                  |
| Đồng       | Hedaya Malak             | Tokyo 2020          | Taekwondo         | Hạng cân 67 kg (nữ)                  |
| Đồng       | Seif Eissa               | Tokyo 2020          | Taekwondo         | Hạng cân 80 kg (nam)                 |
| Đồng       | Mohamed Ibrahim El-Sayed | Tokyo 2020          | Wrestling         | Vật Greco-Roman hạng cân 67 kg (nam) |
| Đồng       | Giana Farouk             | Tokyo 2020          | Karate            | Hạng cân 61 kg (nữ)                  |
| Vàng       | Ahmed El-Gendy           | Paris 2024          | Modern pentathlon | Nam                                  |
| Bạc        | Sara Ahmed               | Paris 2024          | Weightlifting     | Hạng cân 81 kg (nữ)                  |
| Đồng       | Mohamed El-Sayed         | Paris 2024          | Fencing           | Kiếm chém nam                        |

## Các VĐV cầm cờ cho đoàn
| Thế vận hội           | VĐV                                 | Môn thi đấu                     |
| --------------------- | ----------------------------------- | ------------------------------- |
| Stockholm 1912        | Ahmed Hassanein                     | Đấu kiếm                        |
| Antwerpen 1920        |                                     |                                 |
| Paris 1924            |                                     |                                 |
| Amsterdam 1928        |                                     |                                 |
| Los Angeles 1932      | không tham dự                       | không tham dự                   |
| Berlin 1936           | Fathallah AbdelRahman               | Đấu kiếm                        |
| Luân Đôn 1948         |                                     |                                 |
| Helsinki 1952         |                                     |                                 |
| Melbourne 1956        |                                     |                                 |
| Roma 1960             |                                     |                                 |
| Tokyo 1964            |                                     |                                 |
| Thành phố México 1968 |                                     |                                 |
| München 1972          | Kamal Kamel El-Guamel               | Bóng rổ                         |
| Montréal 1976         |                                     |                                 |
| Moskva 1980           | không tham dự                       | không tham dự                   |
| Los Angeles 1984      | Mohamed Sayed Soliman               | Bóng rổ                         |
| Seoul 1988            | Mohamed Khorshed                    | Bắn súng                        |
| Barcelona 1992        | Mohamed Khorshed                    | Bắn súng                        |
| Atlanta 1996          | Hosam Abdallah                      | Bóng ném                        |
| Sydney 2000           | Yahia Rashwan                       | Taekwondo                       |
| Athens 2004           | Ali Ibrahim                         | Chèo thuyền                     |
| Bắc Kinh 2008         | Karam Gaber                         | Đấu vật                         |
| Luân Đôn 2012         | Hesham Mesbah                       | Judo                            |
| Rio de Janeiro 2016   | Ahmad El-Ahmar                      | Bóng ném                        |
| Tokyo 2020            | Hedaya Malak Alaaeldin Abouelkassem | Taekwondo Đấu kiếm              |
| Paris 2024            | Sara Ahmed Ahmed El-Gendy           | Cử tạ Năm môn phối hợp hiện đại |

| Thế vận hội   | VĐV            | Môn thi đấu        |
| ------------- | -------------- | ------------------ |
| Sarajevo 1984 | Jamil El Reedy | Trượt tuyết đổ đèo |